# Demonax bidenticornis
Demonax bidenticornis är en skalbaggsart som beskrevs av Hayashi 1974. Demonax bidenticornis ingår i släktet Demonax och familjen långhorningar.
Artens utbredningsområde är Taiwan. Inga underarter finns listade i Catalogue of Life.